# Oskar Kalbus
Oskar Kalbus (* 9. Dezember 1890 in Berlin; † 8. Juli 1987 in Bad Schönborn) war ein deutscher Filmhistoriker und Filmproduzent.

## Leben
Oskar Kalbus studierte in Berlin und Greifswald Philosophie, Germanistik und Romanistik und schloss das Studium 1914 mit einer Promotion im Fach Romanistik ab. Während seines Studiums wurde er 1909 Mitglied der Sängerschaft Alania Berlin. Im Ersten Weltkrieg, an dem er als Freiwilliger teilnahm, erhielt er das Eiserne Kreuz. Nach einer kurzen Episode als Syndikus und Versammlungsredner eines Interessenverbands trat er 1920 als wissenschaftlicher Referent in die Kulturfilm-Abteilung der im Jahr 1918 gegründeten Ufa ein. 1922 heiratete er in Heidelberg Maria (Maja) Sajons.
Im August 1924 wurde er einer von vier Geschäftsführern bei der Dafu Film-Verleih GmbH. Nach einem Wechsel in den Ufa-eigenen Filmverleih (1926) stieg Kalbus schnell auf und erhielt 1927 die Prokura, im April 1933 wurde er Geschäftsführer. 1932/33 entwarf er gemeinsam mit Hans Traub Pläne zur Einrichtung eines „Deutschen Instituts für Filmkunde“, das Traub 1936 in Form der „Ufa-Lehrschau“ realisierte. 1933 wurde Kalbus Mitglied des Direktoriums der Ufa. Selbst deutschnational gesinnt, bandelte er problemlos mit den regierenden Nationalsozialisten an. Am 18. Januar 1940 beantragte er die Aufnahme in die NSDAP und wurde zum 1. April desselben Jahres aufgenommen (Mitgliedsnummer 7.615.983). Andererseits durfte ein geplanter dritter Band seiner Filmgeschichte „Vom Werden deutscher Filmkunst“ nicht erscheinen, weil er hier – im Teil über den nationalsozialistischen Film – auch jüdische Filmkünstler behandeln wollte.
In den 1950er Jahren wurde Oskar Kalbus Verleihchef und Generaldirektor der deutschen Columbia, die er 1955 als Ruheständler verließ.

## Filmografie
- 1928: Henny Porten. Leben und Laufbahn einer Filmkünstlerin (Dokumentarfilm, Deutschland) – Regie, Darsteller, Drehbuch
- 1952/53: Nur nicht aufregen (Harald Röbbeling, BRD) – Produzent (Harald Röbbeling Filmproduktion, Hamburg)
- 1954: Ein Mädchen aus Paris (Franz Seitz, BRD) – Produzent (Ariston-Film GmbH, München-Geiselgasteig)
- 1955: Vom Himmel gefallen (John Brahm, BRD/USA) – Produzent (Trans-Rhein-Film GmbH, Wiesbaden)
- 1955: Mozart (Karl Hartl, Österreich) – Produzent
- 1956: Liebe, die den Kopf verliert (Thomas Engel, Österreich) – Produzent

## Schriften (Auswahl)
- Die Prosafassung des altfranzösischen Apolloniusromans (Jourdains de Blaivies). Dissertation, Greifswald, 1914
- mit Ernst Krieger und Ralph Sterzenbach: Das Schul- und Volksbildungskino. Ein Ratgeber für die Organisation und technische Durchführung der Lehrfilmbewegung in Stadt und Land. München: Keim & Nemnich, 1922
- Der Deutsche Lehrfilm in der Wissenschaft und im Unterricht. Berlin: Carl Heymann, 1922
- Vom Werden deutscher Filmkunst. 1. Teil: Der stumme Film. Altona-Bahrenfeld (Cigaretten-Bilderdienst) 1935
- Vom Werden deutscher Filmkunst. 2. Teil: Der Tonfilm. Altona-Bahrenfeld (Cigaretten-Bilderdienst) 1935
- Pioniere des Kulturfilms. Ein Beitrag zur Geschichte des Kulturfilmschaffens in Deutschland, Karlsruhe (Neue Verlags-Gesellschaft) 1956
- Wir brauchen ein Film-Europa. Ideen und Pläne. Wiesbaden: Verlag Film-Echo, 1956
- Die Situation des deutschen Films. Wiesbaden 1956
- Filme der Gegenwart. Jahrbuch des Filmschaffens (Saison 1956/57). Heidelberg (Ewalt Skulima) 1957
- Gedanken zur Geschichte des deutschen Films bis 1945, München 1964